# Asen Balikci
Asen Balikci  (* 1929 in Istanbul; † 4. Januar 2019) war ein Anthropologe und Filmemacher, der insbesondere durch seine Arbeit bei den Netsilik-Inuit berühmt wurde.

## Kindheit und Jugend
Balikci wuchs in Istanbul auf. Seine Eltern gehörten der griechisch-orthodoxen Minderheit der Bulgaren an. Die Familie hieß mit Nachnamen Nikolow. Balikcis Vater stammte aus dem heutigen Griechenland nahe der albanischen Grenze und war zunächst Milch- und später nach seiner Heirat Fischhändler im Istanbuler Basar. Balikcis Mutter stammte aus einem bulgarischen Dorf nahe Istanbul. Zu Hause sprach die Familie Bulgarisch. Kurz vor dem Ausbruch des Zweiten Weltkrieges wanderte die Familie aus Angst vor einem Pogrom gegen die christliche Bevölkerung nach Sofia aus. Dort wurde die Familie 1943 ausgebombt. 1944, wenige Tage vor dem Einmarsch der Roten Armee, kehrte die Familie nach Istanbul zurück. Sein Vater wählte nach dem Zweiten Weltkrieg aus Furcht vor Verfolgung in der kemalistischen Türkei den Nachnamen Balıkçı („Fischer“) gemäß seinem Beruf. Asen Balikci besuchte eine französische Schule in Istanbul. 

## Leben in der Schweiz
1946 verließ Balikci mit seiner Schwester die Türkei. Er ging dann in Genf zur Schule und studierte Wirtschaftswissenschaften und Soziologie in Genf. Nach Abschluss des Studiums ging Balikci als Volontär zum ethnologischen Museum in Neuchatel. Nach einem Jahr verließ er die Schweiz wegen Geldsorgen und in Ermangelung einer beruflichen Perspektive. 

## Leben in Kanada und Amerika
Balikci ging zu Verwandten in Kanada und studierte Bibliothekarswesen. Dieses Studium schloss er in weniger als einem Jahr ab. Danach lebte er in Toronto und arbeitete in einer Fleischverpackungsfabrik. Abends arbeitete Balikci an einer Monographie über die mazedonisch-bulgarische Gemeinschaft in Toronto. Später erhielt er eine Stelle im kanadischen Nationalmuseum in Ottawa. Dort katalogisierte er französische Folklore. In Ottawa vollendete er sein Monographie, die nur in kleiner Auflage veröffentlicht wurde. In dieser Zeit heiratete Balikci und wurde Vater. Balikci setzte 1956 sein Studium an der Columbia University in New York fort und promovierte dort.

## Berufliches
In den 1960er Jahren forschte Balikci bei den Netsilik-Inuit in Nordkanada und drehte dort eine Filmreihe, die zu den Klassikern des ethnographischen Dokumentarfilms gehört. Die Filme zeigen die Netsilik bei der Robbenjagd, bei der Wanderung, beim Bau der Iglus, bei der Lachsjagd, beim Bau der Schlitten und beim Spielen.
Später drehte Asen Balikci  zusammen mit Timothy Asch in Afghanistan den Film „The Son to Haji Omar“, eine Studie über Nomadismus und Landwirtschaft bei den pastoralen Paschtunen in Afghanistan. 1989 produzierte Balikci einen Film über die Eskimos in Ost-Sibirien. Balikci arbeitete ferner in Bulgarien und Indien. Bis zum Jahre 1994 war er Professor für Ethnologie in Montréal. Balikci lebte in Sofia.

## Die Filmreihe über die Netsilik
- At the Autumn River Camp
- At the Winter Sea Ice Camp
- Jigging for Lake Trout
- At the Spring Sea Ice Camp
- Group Hunting on the Spring Ice
- At the Caribou Crossing Place
- Building a Kayak
- Fishing at the Stone Weir

## Bücher
- The Netsilik Eskimo. New York 1970 (Taschenbuchausgabe 1989: ISBN 0881334359)